# Trachycephalus hadroceps
Trachycephalus hadroceps é uma espécie de anfíbio da família Hylidae. Pode ser encontrada na Guiana, Suriname, Guiana Francesa e Brasil.